# Симеон Шивачев
Симеон Ненов Шивачев е български режисьор.

## Биография
Роден е на 27 септември 1926 г. в София. През 1952 г. завършва Режисура при проф. Боян Дановски във ВИТИЗ. През 1962 – 1963 г. специализира в ГИТИС в Москва. Дебютира през 1952 г. с постановката „Село Борово“ по Кр. Велков в Драматичен театър - Благоевград. От 1952 до 1957 и от 1964 до 1966 г. е режисьор в Драматичен театър – Благоевград, през 1957 – 1958 и 1967 – 1970 г. работи в Драматичен театър - Плевен, от 1958 до 1960 и от 1970 до 1975 г. е режисьор в Драматично-музикален театър - Велико Търново, а през 1975 – 1984 г. работи в Драматичен театър - Перник.

## Постановки
Симон Шивачев е режисьор на множество постановки, по-значимите са:
- „Майстори“ от Рачо Стоянов
- „Под игото“ от Иван Вазов
- „Мария Тюдор“ от Виктор Юго
- „Дванадесета нощ“ от Уилям Шекспир
- „Щастие“ от Орлин Василев

## Филмография
Режисьор е на филмите:
- „Вятърната мелница“ (1961)
- „Незавършени игри“ (1964)